# Luna (godin)
Luna is de Romeinse godin van de maan. Ze is identiek aan de Griekse Selene.
Net als Selene vaak wordt beschouwd als gelijk aan de Griekse Artemis, wordt Luna als gelijk beschouwd aan de Romeinse Diana.
Varro Reatinus noemt Luna een van de twaalf goden die van vitaal belang zijn voor de landbouw.
De tempel van Luna stond op de Aventijn, vlak bij de tempel van Ceres, en werd volgens de legende gebouwd tijdens het bewind van Servius Tullius, de zesde koning van het oude Rome, die regeerde in 578 - 535 v.Chr.